# Lepidium matau
Lepidium matau är en korsblommig växtart som beskrevs av Donald Petrie. Lepidium matau ingår i släktet krassingar, och familjen korsblommiga växter. Inga underarter finns listade i Catalogue of Life.